# Hypolimnas omphale
Hypolimnas omphale är en fjärilsart som beskrevs av Stoll 1791. Hypolimnas omphale ingår i släktet Hypolimnas och familjen praktfjärilar. Inga underarter finns listade i Catalogue of Life.